# Santissimo Salvatore (Messina)

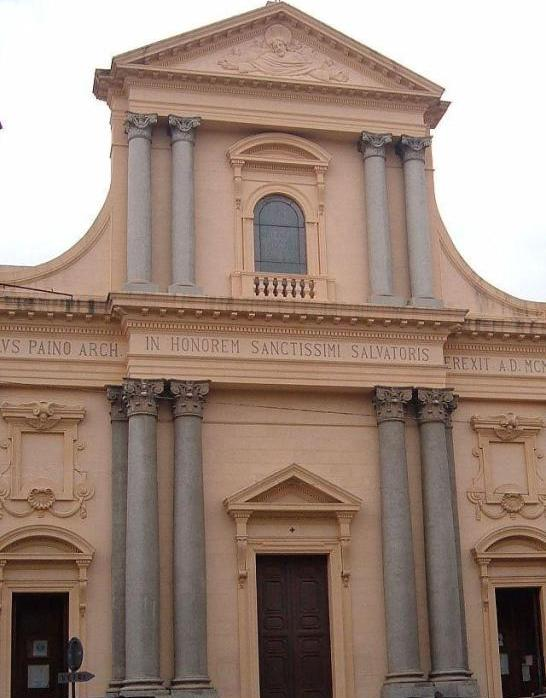
Konkathedrale Santissimo Salvatore in Messina

Die Kirche Santissimo Salvatore (Heiligster Erlöser) in Messina ist die ehemalige Kathedrale des Archimandritats San Salvatore, eines Verbunds byzantinischer Klöster in Sizilien und Kalabrien. Seit der endgültigen Vereinigung des Archimandritats mit dem Erzbistum Messina 1986 dient sie als Konkathedrale des Erzbistums, das heute den Namen Erzbistum Messina-Lipari-Santa Lucia del Mela trägt. Die Kirche liegt nicht weit von der Kathedrale von Messina entfernt an der Via San Giovanni Bosco und wird von den Salesianern Don Boscos betreut.

## Geschichte
Im Jahre 1094 ließ Graf Roger I. am äußersten Ende der Halbinsel San Ranieri ein griechisches Kloster errichten, dass dem Heiligsten Erlöser geweiht war. Sein Sohn, König Roger II. ließ die Kirche dieses Klosters vergrößern und erhob sie zur Hauptkirche des neu errichteten Archimandritats San Salvatore, eines kirchlichen Jurisdiktionsbezirks, das aus einer Gruppe byzantinischer Klöster in Sizilien und Kalabrien bestand.
Dieses Kloster musste mehrmals seinen Ort verlegen: Im 16. Jahrhundert ließ Karl V. das alte Kloster abreißen, um an dessen Stelle eine Festung zu errichten, und ein neues Kloster an der Stelle aufbauen, an der heute das Museo Regionale di Messina steht. Nach der Erhebung des Archimandritats zu einem eigenständigen Bistum im Jahre 1635 wurde die Klosterkirche zur Kathedrale. Das Kloster und die Kathedrale wurden bei dem Erdbeben von Messina 1908 vollständig zerstört.
Erzbischof und Archimandrit Angelo Paino ließ die Kathedrale des Archimandritats 1929 an der heutigen Stelle neu errichten. Die Einweihung fand am 6. Mai 1933 statt, die Kirchweihe erfolgte am 30. Mai 1964 durch Erzbischof Francesco Fasola.
1943 bis 1946 diente SS. Salvatore auch als Kathedrale von Messina, da die eigentliche Kathedrale durch Bombenabwürfe schwer beschädigt war.

## Beschreibung
Die Kirche erhebt sich über dem Grundriss eines lateinischen Kreuzes mit einer Länge von 105 m und einer Breite von 56 m. Die neoklassizistische Fassade mit korinthischen Säulen ist von einem Tympanon gekrönt, das eine Reliefdarstellung von Jesus Christus zeigt. Die Vierung trägt eine Kuppel.
Im Inneren der Kirche sind drei Schiffe durch korinthische Säulen voneinander abgetrennt. Die drei Altäre aus dem 17. Jahrhundert in den Apsiden stammen aus der durch das Erdbeben zerstörten Kirche.
Besonders wertvoll ist ein Holzkruzifix aus dem 17. Jahrhundert im rechten Seitenschiff.